# Llista de departaments uruguaians per població
Llista de departaments uruguaians ordenats per població (segons el cens INE de l'1 de gener de 2004).
| Posició | Nom            | Població  | Percentatge | Densitat        |
| ------- | -------------- | --------- | ----------- | --------------- |
| 1a      | Montevideo     | 1.325.968 | 40,91%      | 2.523 hab./km²  |
| 2a      | Canelones      | 485.240   | 14,97%      | 106,98 hab./km² |
| 3a      | Maldonado      | 140.192   | 4,33%       | 29,25 hab./km²  |
| 4a      | Salto          | 123.120   | 3,80%       | 8,69 hab./km²   |
| 5a      | Colonia        | 119.266   | 3,68%       | 19,53 hab./km²  |
| 6a      | Paysandú       | 113.244   | 3,49%       | 8,13 hab./km²   |
| 7a      | Rivera         | 104.921   | 3,24%       | 11,20 hab./km²  |
| 8a      | San José       | 103.104   | 3,18%       | 20,65 hab./km²  |
| 9a      | Tacuarembó     | 90.489    | 2,79%       | 5,86 hab./km²   |
| 10a     | Cerro Largo    | 86.564    | 2,67%       | 6,34 hab./km²   |
| 11a     | Soriano        | 84.563    | 2,61%       | 9,39 hab./km²   |
| 12a     | Artigas        | 78.019    | 2,41%       | 6,42 hab./km²   |
| 13a     | Rocha          | 69.937    | 2,16%       | 6,63 hab./km²   |
| 14a     | Florida        | 68.181    | 2,10%       | 6,56 hab./km²   |
| 15a     | Lavalleja      | 60.925    | 1,88%       | 6,08 hab./km²   |
| 16a     | Durazno        | 58.859    | 1,82%       | 5,06 hab./km²   |
| 17a     | Río Negro      | 53.989    | 1,67%       | 5,82 hab./km²   |
| 18a     | Treinta y Tres | 49.318    | 1,52%       | 5,18 hab./km²   |
| 19a     | Flores         | 25.104    | 0,77%       | 4,88 hab./km²   |
| TOTAL   | TOTAL          | 3.241.003 | 100%        | 19 hab./km²     |